# Ilisiakos Athen
Ilisiakos Athen (griechisch Ηλυσιακός) ist eine griechische Basketballmannschaft aus Athen. Dieser Verein ist ein Mehrspartensportverein (Fußball (Elini Dimoutsos) und Volleyball (Rica Maase) werden auch angeboten). 

## Geschichte
Als Teil des 1927 gegründeten Großvereins Ilisiakos bieten die Athener seit 1969 auch eine Basketballabteilung an. Obwohl der Verein seitdem selten im Oberhaus spielte, brachte er stets Talente hervor die in der griechischen Nationalmannschaft tragende Rollen hatten. Zu den bekanntesten gehören neben Europa- und Vizeweltmeister Antonios Fotsis, Efstratios Perperoglou sowie die U20-Europameister Georgios Bogris sowie Leonidas Kasselakis.

## Bedeutende ehemalige Spieler
- Aloysius Anagonye
- Tasos Antonakis
- Georgios Apostolidis
- Ioannis Athanasoulas
- Ioannis Athinaiou
- Marios Batis
- Georgios Bogris
- Jimmy Baxter
- Brian Butch
- Kostas Charissis
- Nikolaos Chatzis
- Warren Carter
- Vonteego Cummings
- Willie Deane
- Periklis Dorkofikis
- Brett Eppehimer
- Antonios Fotsis
- Petros Fikaris
- Conor Grace
- Tyrone Grant
- Andreas Glyniadakis
- Vassilis Goumas
- Othello Hunter
- Stelios Ioannou
- Kyle Johnson
- Panagiotis Kafkis
- Andreas Kanonidis
- Sakis Karidas
- Leonidas Kaselakis
- Georgios Kastrinakis
- Dimitrios Kokolakis
- Dimitrios Kompodietas
- Alexis Kyritsis
- Nikos Liakopoulos
- Art Long
- Grega Mali
- Darius Maskoliūnas
- Marios Matalon
- Dominique Morrison
- Harding Nana
- Charis Papageorgiou
- Nikos Papanikolopoulos
- Andreas Papantoniou
- Nontas Papantoniou
- Michael Paragyios
- Efstratios Perperoglou
- Alekos Petroulas
- Brent Petway
- Leonidas Skoutaris
- Riste Stefanov
- Terrell Stoglin
- Ioannis Sioutis
- Miroslav Todić
- Dimitrios Tsarouchas
- Kiriakos Vidas
- Anatoly Zourpenko

## Bedeutende ehemalige Trainer
| Christos Kefalos      |
| Vassilis Fragkias     |
| Memos Ioannou         |
| Georgios Kalafatakis  |
| Kostas Flevarakis     |
| Dimitris Papanikolaou |
| Panagiotis Kafkis     |